# St. Peter (Hochdorf-Assenheim)
Die  römisch-katholische Kirche St. Peter ist eine von zwei Kirchen in Hochdorf-Assenheim im Rhein-Pfalz-Kreis in Rheinland-Pfalz. Sie steht unter Denkmalschutz.

## Lage
Die Kirche befindet sich im Ortsteil Hochdorf in der Hauptstraße.

## Geschichte
Die Kirche wurde 1756 erbaut, Vorgängerbauten an gleicher Stelle sind bis 1179 nachweisbar, hatten wahrscheinlich aber schon wesentlich früher bestanden.

## Baustil
Der spätbarocke Saalbau wurde in den Jahren 1973 und 1974 nach Westen hin wesentlich erweitert und im Innern umgestaltet. Der östlich an den Chor anschließende hohe Glockenturm stammt noch aus der Romanik und erhielt 1923 sein Glockengeschoss. Im Inneren befinden sich ein Fresko aus dem Jahr 1760 von Paul Rammelkammer und drei barocke Holzfiguren. Das Gebäude verfügt außerdem über einen einstigen Chorflankenturm, der inzwischen nicht mehr als solcher genutzt wird.